# Nhà hát Moranbong

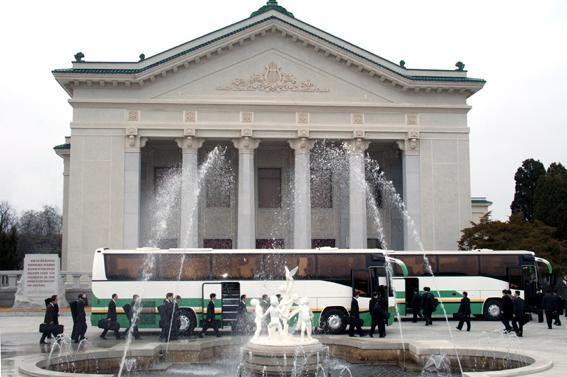
Nhà hát Moranbong

Nhà hát Moranbong là một nhà hát nằm ở Bắc Triều Tiên. Nó bắt đầu được mở cửa vào năm 1946 và đã được cải tạo lại vào năm 2006.